# حيش
حيش بلدة ومركز ناحية حيش وتتبع منطقة معرة النعمان في محافظة إدلب. بلغ عدد سكان البلدة 8,817 نسمة حسب تعداد عام 2004. تبعد 100 كم عن مدينة حلب. وتشتهر قرية حيش ونواحيها بزراعة الزيتون وإنتاج الزيت وبزراعة الكمون البلدي والفستق الحلبي .
مدينة *حيش* الواقعة على أوتوتستراد حلب دمشق بين مدينتي خان شيخون ومعرة النعمان عائلات حيش متعددة ومنها : 1- بيت السلوم ( قطيش ) ولهم كنيات متعددة ( السلوم - الابراهيم - الجنيد - الشاويش) ومن شخصياتها : آل حميد - آل الحجي - آل سليمان - آل شاويش )
2- بيت الاسماعيل (عوان) ولهم كنيات متعددة (اسماعيل - حاج عبدالمجيد - العوان - الأطرش) ومن شخصياتها : آل حاج فيصل
3- بيت الحسين ( خليف ) وهم أولاد عم بيت جدوع ومن شخصياتهم : علي الخليف واخوته أحمد ومحمد 4- بيت العلي ( حبرومة ) ولهم كنيات ( كيزاوي - التركي )
5- بيت الشوا
6- بيت القاسم (الأسعد- القاسم- الصطوف)
7- بيت اليوسف ( المختار )
وهناك عائلات أخرى ( بيت أبو نواف - بيت يسوف…………… )